# Генріх Шварц
У Вікіпедії є статті про інших людей з прізвищем Шварц.
Генріх Шварц (нім. Heinrich Schwarz; 14 червня 1906, Мюнхен — 20 березня 1947, Баден-Баден) — гауптштурмфюрер СС, співробітник концтаборів Маутгаузен, Аушвіц і Нацвайлер-Штрутгоф.

## Біографія
Народився  сім'ї католиків. До початку Другої світової війни працював в книжковому видавництві. Шварц приєднався до НСДАП 1 грудня 1931 року (квиток № 786 871), а за день до цього був прийнятий до лав СС (квиток № 19 691). 20 квітня 1937 був підвищений у званні до унтерштурмфюрера. 
10 жовтня 1940 був переведений в IV відділ концентраційного табору Маутгаузен, де служив до 30 вересня 1941 року. У той же день Шварц був переведений в промисловий комплекс концентраційного табору Аушвіц в Польщі, де займав різні посади поки в листопаді 1943 роки не був призначений комендантом трудового табору Аушвіц III Мановіц. 26 грудня 1943 року Шварц віддав наказ про публічне повішення 26 ув'язнених. Вони були доставлені в його відомство з бункера «Блок-11» в Аушвіці I. Ці в'язні під час виконання підземних робіт прорили тунель для втечі на свободу і були схоплені на гарячому. Шварц віддав наказ про їх повішення публічно, перед строєм інших ув'язнених і розпорядився не прибирати тіла померлих протягом 24 годин. 17 січня 1945 року, коли стало зрозуміло, що насуваються сили радянської армії з дня на день звільнять концтабір, Шварц, як і багато інших нацисти, покинув його і перебрався в Нацвайлер-Штрутгоф, командиром якого залишався до квітня 1945 року. 
Був захоплений озброєними силами союзників і постав перед військовим судом в Раштаті за звинуваченням у злочинах проти людяності. За вироком суду був розстріляний в лісі поблизу Баден-Бадена 20 березня 1947 року.

## Нагороди[4]
- Медаль «За вислугу років у СС» 4-го і 3-го класу (8 років)
- Хрест Воєнних заслуг 2-го класу з мечами